# Анджара
Анджара (араб. عنجرة‎) — город на северо-западе Иордании, расположенный на территории мухафазы Аджлун. Входит в состав района Аджлун.

## Географическое положение
Город находится в восточной части мухафазы, к западу от хребта Джебель-Аджлун, на расстоянии приблизительно 31 километра (по прямой) к северо-северо-западу (NNW) от столицы страны Аммана. Абсолютная высота — 1020 метров над уровнем моря.

## Население
По данным официальной переписи 2015 года численность население составляла 25 981 человек (13 470 мужчин и 12 511 женщин). В городе насчитывалось 5096 домохозяйств.

## Транспорт
Через город проходит национальная автотрасса № 20 (Джараш — Эль-Мафрак). Ближайший аэропорт расположен в городе Амман.